# MK-608
MK-608是一种抗病毒药物，属于腺苷类似物（一种核苷类似物）。它最初由默克公司开发，用于治疗丙型肝炎。虽然它在动物研究中取得了较好的结果，但最终在临床试验中失败。后来，它被广泛用于体外及动物的抗病毒研究，并显示出对一系列病毒的活性，如骨痛熱症、蜱传脑炎病毒、脊髓灰質炎病毒、以及茲卡病毒。